# 原鰻屬
帛琉原鰻是一種鰻魚，為原鰻科（學名：Protanguillidae）原鰻屬下的單型種，2010年3月發現於帛琉島周遭裙礁下的一個水下洞穴之中。
原鰻科為鰻鱺目下其他物種的姊妹群，為單系群，但與其他鰻魚物種之間具有許多共有衍徵。分子分析研究顯示其他鰻魚也皆為單系群，這代表牠們的演化支可能都是從原鰻科分支出來。肇因於此，牠們被認為是活化石。

## 描述
體型較為細瘦，體長約為18 cm（7.1英寸）。具有第二前上頜骨、椎骨不超過90節，這些特徵在原鰻之前僅有發現於已滅絕的鰻魚化石上。 此外，原鰻的鰓弓內具有發展完善的鰓耙，而其他鰻魚均不具有這項特徵，但這項特徵在bony fish中卻很常見。牠們的特徵與其他現存的鰻魚差異較大，科學家認為原鰻約於2億年前的中生代就與其他鰻魚分家。也因此，原鰻被分類至獨立的原鰻亞目下，為一科一屬一種；並被認為是活化石。